# Joaquim Bernardo Mendes
Joaquim Bernardo Mendes (Penafiel, Guilhufe, 5 de Novembro de 1847 – Paredes, Castelões de Cepeda, 16 de Maio de 1911), 1.º Visconde de Paredes, foi administrador deste concelho, capitalista e grande benemérito local, tendo, juntamente com sua cunhada Maria Rosalina de Sousa Guimarães, mandado construir à sua custa, junto ao seu Palacete da Granja, a igreja de N.ª Sr.ª da Conceição, doada a 5 de Dezembro de 1908 à paróquia, para ser a nova matriz da vila. Viveu e faleceu no seu Palacete da Granja, hoje Casa da Cultura de Paredes, que mandou fazer na sua quinta do Souto.

## Biografia
Foi baptizado a 21 de Novembro de 1847, em Guilhufe, tendo por padrinhos seus tios maternos, José Joaquim Mendes, Capitão de Infantaria, e Ana Joaquina Mendes. Esteve no Brasil (Pernambuco e Baía), para onde foi com seu irmão Albino, pelo menos desde 1870, e onde já estavam seus irmãos José e António, onde enriqueceu e casou rico, na Baía, no início de 1879, com Deolinda Francisca Guimarães da Silva, regressando nesse ano a Portugal, com sua mulher, fazendo-se acompanhar de sua cunhada Rosalina Maria de Sousa Guimarães, também muito rica, ambas filhas de Francisco de Sousa Guimarães e de sua mulher Joana Baptista da Conceição Nolasco da Silva, moradores na Baía.
O 1.º Visconde de Paredes era filho de Manuel Bernardo Álvares Ferreira (Penafiel, Guilhufe, 6 de Outubro de 1818 – Paredes, Castelões de Cepeda, 11 de Março de 1881), Senhor da Quinta da Gandra, em Guilhufe, e de sua mulher Umbelina Rosa Mendes (Paredes, Castelões de Cepeda, 9 de Junho de 1819 – Paredes, Castelões de Cepeda, 12 de Janeiro de 1887), que herdou a Quinta do Souto de seu irmão o Capitão José Joaquim Mendes. Por morte dos pais, o 1.º Visconde de Paredes sucedeu à mãe nesta Quinta do Souto, avaliada em 1889 em 844$200 réis, e ao pai na Quinta da Gandra, avaliada em 1911 em 1.200$000 réis. Em 1879 é referido como Negociante no assento de baptismo do filho. Depois passa a ser referido como Proprietário ou Capitalista.
Foi Administrador do Concelho de Paredes, onde vivem os seus descendentes.
O título de 1.º Visconde de Paredes foi-lhe concedido por Decreto de D. Carlos I de Portugal de 2 de Junho de 1895.
Do 1.º Visconde de Paredes foi filho primogénito Joaquim Nolasco da Silva Mendes (Paredes, Castelões de Cepeda, 31 de Janeiro de 1882 – Paredes, Castelões de Cepeda, 25 de Dezembro de 1914), casado em Paredes, Bitarães, a 8 de Dezembro de 1909, com Amélia Pinto de Almeida. Nas partilhas, por morte do visconde de Paredes, quem ficou com o Palacete da Granja foi seu filho segundo António Anselmo da Silva Mendes (Paredes, Castelões de Cepeda, 21 de Abril de 1883 – Paredes, Castelões de Cepeda, 27 de Agosto de 1918), que casou a 8 de Dezembro de 1813 em Paredes, Castelões de Cepeda, com Maria Benedita da Fonseca Braga, sem geração. Este António Anselmo deixou herdeira universal, nomeadamente do Palacete da Granja, sua irmã Rosalina Maria da Conceição Mendes da Silva (Paredes, Castelões de Cepeda, 23 de Setembro de 1884 – Porto, Foz do Douro, 17 de Novembro de 1943), que pouco depois aí casou, a 5 de Setembro de 1919, com o Dr. Diogo Correa Teixeira de Vasconcellos de Portocarrero (Paredes, Madalena, 12 de Novembro de 1879 – Coimbra, 25 de Março de 1928), Licenciado em Direito pela Faculdade de Direito da Universidade de Coimbra, que a 21 de Novembro de 1914 foi nomeado Professor Efetivo do 1.º Grupo do Liceu Alexandre Herculano, no Porto, senhor da quinta do Valinho, em Beire, Paredes.

## Palacete da Granja

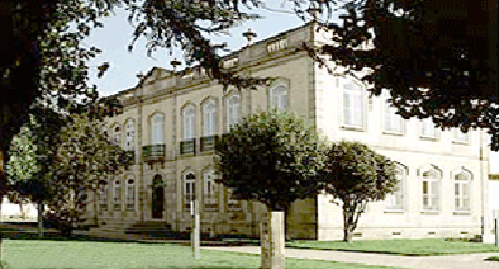
Palacete da Granja, dos viscondes de Paredes

Os viscondes de Paredes viveram e morreram no seu Palacete da Granja, onde a 11 de Junho de 1895 receberam o rei D. Carlos. O jornal “O Comércio do Porto” do dia seguinte relata assim a recepção: «O régio excursionista saiu da estação no meio de retumbantes vivas, dirigiu-se a pé para o palacete do abastado capitalista Senhor Joaquim Bernardo Mendes. (…) O almoço serviu-se momentos depois. No lugar de honra sentou-se S.M. el-Rei, que tinha à sua direita a Senhora D. Deolinda da Silva Mendes, o Sr. Presidente da Câmara Municipal, António Bernardo Ferreira, eng. Manuel Vargas, Carters de Almeida, António Costa, barão do Calvário e governador civil do Porto; à esquerda os senhores Joaquim Bernardo Mendes, conselheiro Wesceslau de Lima, Paulo Guedes, Bernardo Pindella e marquês de Alvito. No lugar fronteiro a el-Rei estava o senhor ministro das obras públicas e aos lados os senhores generais Vasco Guedes e Luciano Cibrão, conselheiro Justino Teixeira, António Bernardo Ferreira Júnior, barão de Paçô Vieira (Alfredo), juiz António Dias de Abreu, Francisco Pinto Brandão e António José de Souza Machado».
De grande porte, rodeado por um enorme jardim, hoje já muito adulterado, o Palacete da Granja (ou casa da Granja, como então se chamava), foi construído em 1883 na antedita quinta do Souto. Todo o conjunto é murado, tendo dois grandes minaretes ou mirantes nos ângulos desse muro gradeado. O edifício, de boa e trabalhada cantaria, tem uma planta em T e dois andares. No corpo principal da casa está a entrada nobre, sobre um patamar de escadas, tendo esse corpo 36 grandes janelas. As paredes são revestidas, entre a cantaria, por pequenos azulejos amarelados com alto-relevo.
A casa acabou de ser construída em 1883, pois a 17 de Agosto deste ano «o ilustríssimo Senhor Joaquim Bernardo Mendes, casado, proprietário e capitalista» fez contracto com José Martins Leitão, casado, proprietário, para que este lhe fizesse «a obra de trolha, de estucador e pintor no prédio que anda construindo no lugar do Souto desta mesma villa». Pela minuciosa descrição das obrigações contratuais se vê que este prédio era o Palacete da Granja e que a obra contratada era mais vasta, incluindo todo o tipo de acabamentos, que deveria ficar concluída até 23 de Dezembro desse ano, sob pena de 200.000 réis de penalização, ficando estes acabamentos pela avultada soma de 3.450.000 réis.
Em meados da década de 1940, após o falecimento do Dr. Diogo Corrêa Teixeira de Vasconcellos de Portocarrero, o Palacete foi alugado por sua viúva à autarquia, passando aí a funcionar durante algum tempo os Paços do Concelho. Em 1943 sucedeu no Palacete o filho Manuel Mendes Corrêa Teixeira de Vasconcellos de Portocarrero (Foz do Douro, Porto, 25 de Dezembro de 1926 – ib., 7 de Março de 2005), que aí viveu de 1950 até 1964, ano em que o vendeu ao comendador Abílio de Seabra, o qual o ofereceu à Irmandade da Santa Casa da Misericórdia de Paredes. Aí esteve instalado o Liceu de Paredes. No início da década de 1990, a Câmara Municipal de Paredes assinou um protocolo com a Irmandade da Misericórdia, procedeu à modernização do seu interior e aí instalou a Casa da Cultura de Paredes, inaugurada a 17 de Maio de 1997.

## Igreja de N.ª Sr.ª da Conceição de Paredes (Matriz)
A igreja paroquial de N.ª Sr.ª da Conceição de Paredes foi mandada erguer pelo visconde de Paredes e sua cunhada D. Maria Rosalina de Sousa Guimarães, que com ele vivia no Palacete da Granja, e por ela formalmente oferecida a 5 de Dezembro de 1908 à paróquia, «atendendo ao estado ruinoso e pequenez da Egreja parochial desta freguesia».
O projecto de construir uma nova igreja remonta pelo menos a 1881, ano em que o conselheiro José Guilherme Pacheco adquiriu uns terrenos, dizendo-se na respectiva escritura que esses terrenos se destinavam a «melhoramentos indispensáveis que projecta realizar n'esta villa, tanto para a construção da nova egreja, como para a abertura de ruas e outros fins de utilidade publica». E a 5 de Novembro de 1886 o mesmo conselheiro José Guilherme Pacheco vendeu por 40.000 réis ao futuro visconde de Paredes o direito de este aí construir uma mina de água (certamente para abastecimento do Palacete da Granja), salvaguardando contudo que esta mina teria de ser feita em pedra, subterrânea e na parte exterior «dos alinhamentos das ruas projectadas na planta parcellar levantada para construção da nova igreja desta villa». Morreu entretanto o conselheiro e o projecto não avançou, certamente por falta de verba. Até que a 16 de Maio de 1895 D. Maria Rosalina de Sousa Guimarães comprou por 400.000 réis à filha herdeira do conselheiro, D. Sofia Clotilde de Magalhães Pacheco, e seu marido Manuel Vaz de Miranda, o referido terreno que estava destinado à nova igreja.
Logo o visconde de Paredes mandou fazer o projecto a Francisco Leite Dourado, que a 1 de Fevereiro de 1898 lhe entregou os respectivos traço e planta, e que haveria de dirigir a construção da igreja. Os últimos terrenos necessários foram comprados a 11 de Junho de 1899, tendo-se iniciado as obras pouco depois, demorando vários anos a concluir. A "igreja nova" já se documenta numa escritura de 30 de Agosto de 1908. Não há contas finais do custo por que ficou a igreja, mas pode estimar-se que no conjunto tenham sido gastos mais de 20 contos de réis, uma avultada fortuna para a época.
Invocando a muita devoção que tinha para com a Senhora da Conceição, D. Maria Rosalina exigiu, na doação da igreja à paróquia, algumas condições, desde logo que ela conservasse perpetuamente a invocação de Nª Sª da Conceição. E reservando para si, seu cunhado e os descendentes dele as honras de protectores da igreja, com o direito de poderem, a todo o momento, mandar aí realizar as obras que entendessem necessárias. Ficou igualmente reservado um lugar na capela-mor, junto ao presbitério, do lado Sul, para aí ser colocado um estrado vedado por uma grade, com entrada pela igreja mas também com uma porta para a sala das sessões, lugar esse que teria bancos e cadeiras e ficaria perpetuamente reservado para a família, não podendo nunca este privilégio ser quebrado ou perdido.